# Pierre Plateau
Pierre Marie Léon Augustin Plateau (Saint-Servan-sur-Mer, 10 gennaio 1924 – Saint-Malo, 26 aprile 2018) è stato un arcivescovo cattolico francese, arcivescovo di Bourges dal 1984 al 2000.

## Biografia
Nato nel 1924, Pierre Plateau fu ordinato sacerdote il 28 giugno 1947 per l'arcidiocesi di Rennes.
Il 2 febbraio 1979 papa Giovanni Paolo II lo nominò vescovo ausiliare di Rennes e titolare di Gunela. Venne consacrato il 22 aprile dello stesso anno dal cardinale Paul Joseph Marie Gouyon, co-consacranti Jean Marcel Honoré, allora vescovo di Évreux, ed Eugène-Marie Ernoult, arcivescovo di Sens.
L'8 aprile 1984 venne nominato da Giovanni Paolo II arcivescovo di Bourges. Come arcivescovo, nel 1999 eresse ad istituto religioso di vita contemplativa la comunità religiosa delle Piccole sorelle discepole dell'Agnello.
Il 25 aprile 2000 rinunciò al governo pastorale dell'arcidiocesi per raggiunti limiti d'età, ritirandosi nel dipartimento natale di Ille-et-Vilaine.
Morì a Saint-Malo il 26 aprile 2018 a 94 anni.

## Genealogia episcopale e successione apostolica
La genealogia episcopale è:
- Cardinale Guillaume d'Estouteville, O.S.B.Clun.
- Papa Sisto IV
- Papa Giulio II
- Cardinale Raffaele Sansone Riario
- Papa Leone X
- Papa Paolo III
- Cardinale Francesco Pisani
- Cardinale Alfonso Gesualdo di Conza
- Papa Clemente VIII
- Cardinale Pietro Aldobrandini
- Cardinale Laudivio Zacchia
- Cardinale Antonio Barberini, O.F.M.Cap.
- Cardinale Nicolò Guidi di Bagno
- Arcivescovo François de Harlay de Champvallon
- Cardinale Louis-Antoine de Noailles
- Vescovo Jean-François Salgues de Valderies de Lescure
- Arcivescovo Louis-Jacques Chapt de Rastignac
- Arcivescovo Christophe de Beaumont du Repaire
- Cardinale César-Guillaume de la Luzerne
- Arcivescovo Gabriel Cortois de Pressigny
- Arcivescovo Hyacinthe-Louis de Quélen
- Vescovo Louis-Charles Féron
- Vescovo Pierre-Alfred Grimardias
- Cardinale Guillaume-Marie-Romain Sourrieu
- Cardinale Léon-Adolphe Amette
- Arcivescovo Benjamin-Octave Roland-Gosselin
- Cardinale Paul-Marie-André Richaud
- Cardinale Paul Joseph Marie Gouyon
- Arcivescovo Pierre Marie Léon Augustin Plateau

La successione apostolica è:
- Vescovo Henri Marie Raoul Brincard (1988)
- Arcivescovo Bernard-Nicolas Jean-Marie Aubertin (1998)